# سرافیموفکا
سرافیموفکا (انگلیسی: Serafimovka) یک شهرک در شهرستان تویمازینسکی استان باشقیرستان کشور روسیه است.